# Nutrilite
Nutrilite là một thương hiệu các sản phẩm khoáng chất, vitamin và chế phẩm bổ sung được Carl F. Rehnborg phát triển vào năm 1934. Các sản phẩm Nutrilite hiện được Access Business Group, một công ty con của Alticor sản xuất, với sản phẩm được bán thông qua Amway trên toàn thế giới. Thương hiệu Nutrilite được gọi là Nutriway ở Đan Mạch, Phần Lan, Na Uy, Thụy Điển, Thổ Nhĩ Kỳ, Úc và New Zealand.

## Lịch sử
Carl F. Rehnborg đã phát triển các sản phẩm vitamin của mình vào những năm 1930. Thời gian ở Trung Quốc trong khoảng năm 1917 và 1927 đã cho ông thấy những trải nghiệm để ông nhận ra vai trò của vitamin và chất dinh dưỡng ảnh hưởng đến sức khỏe nói chung. Carl F. Rehnborg bắt đầu bán vitamin của mình với tư cách là công ty Vitamin California và đổi tên nó vào năm 1939 thành Nutrilite. Năm 1945, ông đã phát minh ra hệ thống tiếp thị đa cấp, trực tiếp, bán hàng để phân phối vitamin của mình. Hai người đàn ông, Lee S. Mytinger và William S. Casselberry trở thành nhà phân phối độc quyền quốc gia vào năm 1945 và điều hành một công ty để phân phối vitamin.
Những người sáng lập của Amway, Jay Van Andel và Richard DeVos, bắt đầu với tư cách là nhà phân phối độc lập bán sản phẩm Nutrilite vào năm 1949, tại thời điểm các nhà phân phối trước đó của sản phẩm (Mytinger và Casselberry, Inc.) có liên quan đến tranh chấp với Cục Quản lý Thực phẩm và Dược phẩm Hoa Kỳ (FDA), trong đó cáo buộc họ quảng cáo sai. Họ đã tăng nhanh chóng để trở thành nhà phân phối bán chạy nhất. Lo ngại về tranh chấp của FDA, Van Andel và DeVos đã thành lập một công ty mới, American Way, (sau này gọi là Amway), để sử dụng hệ thống tiếp thị đa cấp cho các sản phẩm gia dụng khác. Tranh chấp của FDA / Mytinger-Cassleberry, đã đến Tòa án Tối cao Hoa Kỳ, đã được giải quyết theo hướng có lợi cho FDA vào những năm 1960.
Amway đã mua cổ phần kiểm soát công ty vào năm 1972 và tiếp quản quyền sở hữu hoàn toàn vào năm 1994.